# Collegio uninominale Lombardia 1 - 12
Il collegio elettorale uninominale Lombardia 1 - 12 è stato un collegio elettorale uninominale della Repubblica Italiana per l'elezione della Camera tra il 2017 ed il 2022.

## Territorio
Come previsto dalla legge elettorale italiana del 2017, il collegio era stato definito tramite decreto legislativo all'interno della circoscrizione Lombardia 1.
Era formato da parte del territorio del comune di Milano, ovvero le zone centrali (Duomo, Brera, Ticinese).
Il collegio era parte del collegio plurinominale Lombardia 1 - 03.

## Eletti
| Elezione | Elezione | Deputato      | Gruppo parlamentare |
| -------- | -------- | ------------- | ------------------- |
|          | 2018     | Bruno Tabacci | Centro Democratico  |

## Dati elettorali

### XVIII legislatura
Come previsto dalla legge elettorale, 232 deputati erano eletti con sistema a maggioranza relativa in altrettanti collegi uninominali a turno unico.
| Candidati              | Candidati               | Voti    | %     | Liste                           | Voti    | %     |
| ---------------------- | ----------------------- | ------- | ----- | ------------------------------- | ------- | ----- |
|                        | Bruno Tabacci ✔️ Eletto | 52 702  | 41,24 | Partito Democratico             | 36 947  | 28,91 |
| +Europa                | Bruno Tabacci ✔️ Eletto | 52 702  | 41,24 | 13 963                          | 10,93   |       |
| Italia Europa Insieme  | Bruno Tabacci ✔️ Eletto | 52 702  | 41,24 | 1 131                           | 0,88    |       |
| Civica Popolare        | Bruno Tabacci ✔️ Eletto | 52 702  | 41,24 | 661                             | 0,52    |       |
|                        | Cristina Rossello       | 47 334  | 37,04 | Forza Italia                    | 21 955  | 17,18 |
| Lega                   | Cristina Rossello       | 47 334  | 37,04 | 17 628                          | 13,79   |       |
| Fratelli d'Italia      | Cristina Rossello       | 47 334  | 37,04 | 5 993                           | 4,69    |       |
| Noi con l'Italia - UDC | Cristina Rossello       | 47 334  | 37,04 | 1 758                           | 1,38    |       |
|                        | Alberto Bonisoli        | 17 642  | 13,80 | Movimento 5 Stelle              | 17 642  | 13,80 |
|                        | Laura Boldrini          | 5 882   | 4,60  | Liberi e Uguali                 | 5 882   | 4,60  |
|                        | Anna Camposanpiero      | 1 575   | 1,23  | Potere al Popolo!               | 1 575   | 1,23  |
|                        | Luigi Favoloso          | 811     | 0,63  | CasaPound                       | 811     | 0,63  |
|                        | Stefania Parma          | 524     | 0,41  | Il Popolo della Famiglia        | 524     | 0,41  |
|                        | Fabrizio Caprara        | 523     | 0,41  | 10 Volte Meglio                 | 523     | 0,41  |
|                        | Federico Erba           | 415     | 0,32  | Italia agli Italiani            | 415     | 0,32  |
|                        | Tiziana Mantovani       | 266     | 0,21  | Per una Sinistra Rivoluzionaria | 266     | 0,21  |
|                        | Luigi Daloiso           | 123     | 0,10  | PRI - ALA                       | 123     | 0,10  |
| Totale                 | Totale                  | 127 797 | 100   |                                 | 127 797 | 100   |
|                        |                         |         |       |                                 |         |       |
| Voti non validi        | Voti non validi         | 2 679   | 2,05  |                                 |         |       |
| Votanti                | Votanti                 | 130 476 | 75,06 |                                 |         |       |
| Elettori               | Elettori                | 173 828 |       |                                 |         |       |